# Return to sender
Return to sender is een popnummer dat geschreven is door Winfield Scott en Otis Blackwell. In 1962 was het een hit voor Elvis Presley, die het nummer ook zong in zijn film Girls! Girls! Girls!, die in november 1962, anderhalve maand na het uitkomen van de plaat, in première ging. Het staat ook op het gelijknamige album met de liedjes uit de film, dat ook in november 1962 (maar eerder dan de film)  uitkwam. Volgens Presleys biograaf Peter Guralnick was dit het enige nummer op de soundtrack dat boven het niveau van middelmatigheid uitkwam.
De ik-figuur in het liedje heeft ruzie gemaakt met zijn vriendin en probeert het per brief goed te maken. Bij elke brief die hij stuurt, schrijft ze echter op de envelop: ‘Return to sender, address unknown, no such number, no such zone’ en gooit ze hem weer in de brievenbus. Alle brieven komen terug.

## Achtergrond
Blackwell had met zijn schrijfpartner Wilfield Scott twee nummers op het scenario van de film geschreven, waarvan de poging om het titelnummer te leveren werd afgewezen. Wel werd We're comin' in loaded geselecteerd. Tijdens de bespreking offreerde Blackwell nog een ander nummer, dat niets met het scenario te maken had. Nadat hij het had gespeeld zei Colonel Parker, Presleys manager, hem zich geen zorgen te maken. 'Dat komt in de film. Dat kan ik je nu al vertellen, want het is een geweldig nummer.'

## Bezetting
Het nummer werd opgenomen in Radio Recorders, een studio in Hollywood, op 27 maart 1962. Presley werd begeleid door:
- Scotty Moore, Tiny Timbrell en Barney Kessel, gitaar
- Ray Siegel, contrabas
- D.J. Fontana, Hal Blaine en Bernie Mattinson, slagwerk
- Dudley Brooks, piano
- Boots Randolph, saxofoon en klarinet
- Harold Brown, elektronisch orgel
- The Jordanaires, achtergrondzang

## Hitnoteringen
De single bereikte de tweede plaats in de Billboard Hot 100, de Amerikaanse hitparade, en moest alleen Big girls don't cry van  The Four Seasons boven zich dulden. Het werd de laatste single van Presley waarvan er in de VS meer dan een miljoen verkocht werden tot Crying in the chapel in 1965.
In de UK Singles Chart, de hitparade van het Verenigd Koninkrijk, haalde de plaat de eerste plaats. Twee heruitgaven van de plaat, uit 1977 en 2005 (de laatste als cd-single met als extra nummer Girls! Girls! Girls!) haalden ook een hitnotering.
In Nederland bereikte de plaat de vierde plaats. Ook de cd-single van 2005 werd een hitje (hoogste plaats nr. 50).
In Vlaanderen haalde de plaat de tweede plaats.
De achterkant, Where do you come from, stond één week op 99 in de Billboard Hot 100.

## NPO Radio 2 Top 2000
| Nummer met noteringen in de NPO Radio 2 Top 2000 | '20  | '21  | '22  | '23  | '24  |
| ------------------------------------------------ | ---- | ---- | ---- | ---- | ---- |
| Return to Sender                                 | 1917 | 1734 | 1827 | 1710 | 1687 |

1. ↑  Een vetgedrukt getal geeft de hoogste notering aan.
2. ↑  2020 was het eerste jaar met een notering voor dit nummer.

## Covers
Lee Towers zong het nummer op zijn album Lee Towers sings Elvis uit 1994.
Helmut Lotti zette het nummer (met andere Presley-nummers) op het album My tribute to the King uit 2002.
Mojave 3 bracht Return to sender in 2000 uit op zowel maxisingle als cd.
Will Tura zong een Nederlandstalig lied op de melodie van Return to sender: Verkeerd verbonden. Het staat op het album Will Tura Zingt Elvis Presley uit 1984.
De zangeres Gerri Granger zorgde in 1962 voor een antwoordlied: Don't want your letters.
Return to sender van Dezarie uit 2014 is een ander nummer.